# Krynki-Sobole
Krynki-Sobole – wieś w Polsce położona w województwie podlaskim, w powiecie siemiatyckim, w gminie Grodzisk.
Zaścianek szlachecki Sobole należący do okolicy zaściankowej Krynki położony był w drugiej połowie XVII wieku w ziemi drohickiej województwa podlaskiego. 
Według Powszechnego Spisu Ludności z 1921 roku wieś zamieszkiwały 224 osoby, wśród których 198 było wyznania rzymskokatolickiego, 24 prawosławnego, a 2 mojżeszowego. Jednocześnie 212 mieszkańców zadeklarowało polską przynależność narodową, 10 białoruską, a 2 żydowską. Były tu 52 budynki mieszkalne.
W latach 1975–1998 miejscowość administracyjnie należała do województwa białostockiego.
Prawosławni mieszkańcy wsi należą do parafii św. Mikołaja w Grodzisku, a wierni kościoła rzymskokatolickiego do parafii Najświętszej Maryi Panny Różańcowej w Kłopotach Stanisławach. 